# La Lagunita, Nayarit
La Lagunita är en ort i Mexiko.   Den ligger i kommunen Acaponeta och delstaten Nayarit, i den centrala delen av landet, 700 km nordväst om huvudstaden Mexico City. La Lagunita ligger 53 meter över havet och antalet invånare är 125.
Terrängen runt La Lagunita är kuperad åt sydost, men åt nordväst är den platt. Runt La Lagunita är det ganska glesbefolkat, med 25 invånare per kvadratkilometer. Närmaste större samhälle är Acaponeta, 8,6 km sydväst om La Lagunita. I omgivningarna runt La Lagunita växer i huvudsak lövfällande lövskog.